# سنجق كليس
سنجق كليس (بالتركية: Kilis Sancağı)‏ كان أحد سنجق الدولة العثمانية . وكان مركز السنجق كليس .

## تاريخ
تأسس سنجق كليس في 12 مارس 1537، بعد انتهاء حصار كليس بانتصار العثمانيين. تم ربطها بإيالة البوسنة في عام 1580. تم استعادة السنجق من قبل جمهورية البندقية في عام 1648.
1. ↑  "Radovan Samardžić". Wikipedia (بالإنجليزية). 30 Sep 2022.